# 日本のスーパーコンピュータ

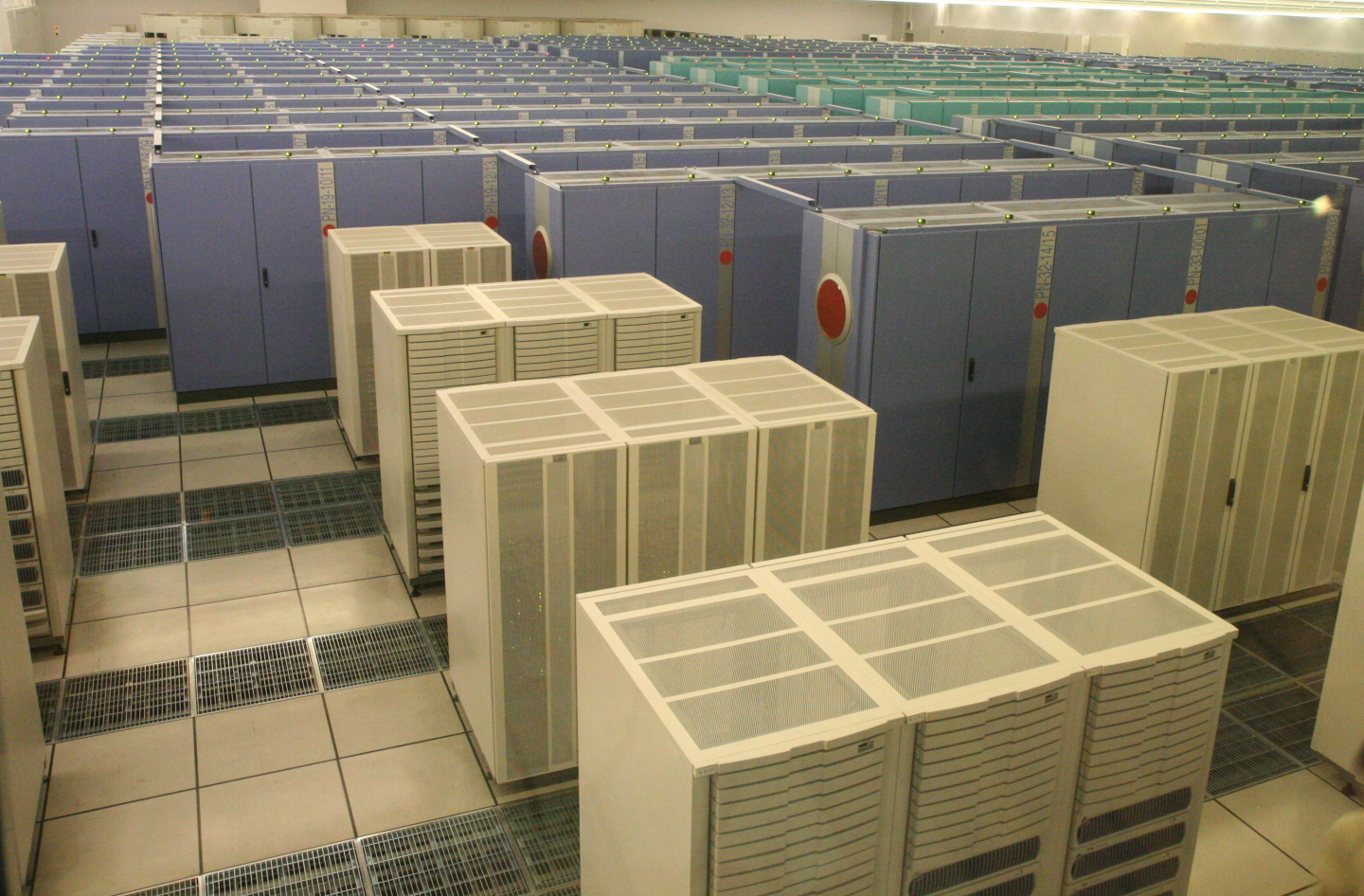
JAMSTECの地球シミュレータは2002〜2004年に世界最速のスーパーコンピュータになった。7年後に世界最速となった理研の京は60倍以上高速であった。2021年に第4世代へ更新されピーク性能は19.5PFLOPS

日本は、理化学研究所の「京」の後継機である富岳を含む複数のスーパーコンピュータを運用する。富岳は2014年（平成26年）に開発が始まり、2020年（令和2年）より試行運用、2021年（令和3年）に本格稼働した。

## これまでの記録
NECのSXシリーズは1989年4月に開発が発表された。SX-3/44R は1990年に世界最速のスーパーコンピュータになった。
1993年にTOP500が開始され、同年秋に富士通の数値風洞が1位になった。続いて1996年に日立のSR2201とCP-PACSが1位になった。
NECが海洋研究開発機構(JAMSTEC)のために開発した初代地球シミュレータは2002年当時世界最速だった。SX-5ベースで、5,120CPU。ベクトル型プロセッサチップを使用して最大理論性能は40.96TFLOPS。
京は2004年に日本が世界一の座を明け渡してから7年目に世界一の座を奪還した。6万個以上のカスタマイズされたスカラ型プロセッサであるSPARC64 VIIIfxプロセッサを600以上のラックに収容する。地球シミュレータの60倍以上の演算速度で日本の最高性能を高め世界のスーパーコンピュータ技術の向上に影響を与えた。
地球シミュレータは最高位の座を明け渡してから7年後に68位にまで後退した。
2012年6月に完成し9月から一般運用をされていた「京」システムは、後継の「富岳」システムによってリプレースされた。京システムは2019年8月に運用終了し、
富岳システムは2020年から一般運用を開始した。
2025年1月、産業技術総合研究所は、AI（人工知能）の研究開発に特化したスーパーコンピューター「ABCI3.0」の本格稼働を始めた。AI向けの計算を高速化できる半導体「GPU」を多数搭載し、公的なスパコンでは国内最大規模の計算能力となる。AI向けの計算方法で1秒間に620京回計算でき、「富岳」の約3倍のAI計算性能になるとしている。他方、理化学研究所は同月、「富岳」の後継となる「富岳NEXT」（仮称）の開発を始めたと発表した。計算速度を5 - 10倍に速めるほか、世界最高水準のAI性能を実現し、AIとの融合で総合的な計算速度を数十倍にするのを目標とし、2030年ごろの運用開始を目指すとしている。

## スーパーコンピュータセンター
| 最高速度 (Tflops) | 国             | TOP500の コンピュータの 台数 |
| ----------------- | -------------- | ---------------------------- |
| 17590             | アメリカ合衆国 | 255                          |
| 33860             | 中国           | 61                           |
| 8162              | 日本           | 26                           |
| 1050              | フランス       | 25                           |
| 826               | ドイツ         | 30                           |
| 350               | ロシア         | 12                           |
| 316               | 韓国           | 4                            |
| 275               | イギリス       | 27                           |

2012年6月に気象庁の数値予報部門は清瀬市のコンピュータシステム運用と気象衛星センターで第9世代(NAPS9)の日立SR16000/M1 スーパーコンピュータ（IBM Power 775）の運用を開始した。システムは2台のSR16000/M1の432論理ノードクラスタで構成され、それぞれのノードは4台の IBM POWER7 (3.83 GHz)プロセッサと128GBのメモリで構成される。システムは(水平方向2 km と垂直方向が60層で9時間後までの予測)高分解能の地域気象予測モデルを1時間毎に行う。2018年6月からは第10世代の数値予報システム(NAPS10)の稼働を開始している。
東京工業大学のGSIC センターは最高性能が2,288 Tflopsで2011年6月に世界で第5位に入ったTSUBAME 2.0 スーパーコンピュータを備える。東京工業大学とNECとHPの共同によるもので、HP Proliant とNVIDIA Tesla プロセッサの両方を使用した1,400 ノードを備える。
タンパク質の分子運動シミュレーションを目的とした専用ペタスケールスーパーコンピュータである理化学研究所のMDGRAPE-3は東京の郊外の埼玉県和光市の理化学研究所の先進計算通信センターに備えられる。4,800以上の専用設計のMDGRAPE-3 チップと同様にIntel Xeon プロセッサも備える。しかしながら、専用の目的のコンピュータであるため、Linpackのベンチマークを必要とするTOP500には入っていない。
次の大規模なシステムは日本原子力研究開発機構の富士通製のPRIMERGY BX900 スーパーコンピュータである。それは大幅に遅い200 TFlopsで、2011年時点で38位だった。
歴史的に東京大学の天体力学計算用のGravity Pipe (GRAPE) システムは最高速度64 Tflopsだったが専用計算処理ユニットを使用しておよそMFLOPS毎の費用がおよそ$7ドルで費用とエネルギー効率に優れていたので1999年にゴードン・ベル賞を受賞した。
DEGIMA(コンピュータクラスタ)は高度に費用とエネルギー効率の優れた長崎大学先進計算機センターのコンピュータクラスタである。階層的なN体問題のシミュレーションに使用され、最高性能は111 TFLOPSでエネルギー効率は1376 MFLOPS/Wである。ハードウェアの総額はおよそUS$500,000(当時の為替レートでおよそ\3800万円)だった。
ITERの国際核融合研究センターである日本原子力研究開発機構は1.52-PFLOPS  のスーパーコンピュータ (現在は 442 TFLOPSで運転)を六ヶ所村で運用する。システムはヘリオス(別名 六ちゃん)と呼ばれ、 4410 bullx B510 計算ブレードで構成され、核融合シミュレーション計画に使用される。
千葉県柏の東京大学情報技術センターは2012年4月に1.13-PFLOPS supercomputer system (Oakleaf-FX)の運用を開始した。システムは京の市販版である富士通のPRIMEHPC FX10でSPARC64 IXfxプロセッサの4,800台の計算ノードを備え6次元の メッシュ/トーラス接続で接続される。

## グリッドコンピューティング
2003年に日本はNational Research Grid Initiative (NAREGI)という科学と技術研究のための次世代計算社インフラストラクチャとして超高速ネットワークによる高性能スケーラブルグリッドの開発を目的としたグリッドコンピューティングの計画を開始した。